# Афромексиканці
Афромексиканці (ісп. afromexicanos) — жителі Мексики африканського походження.

## Історія

### Колоніальний період

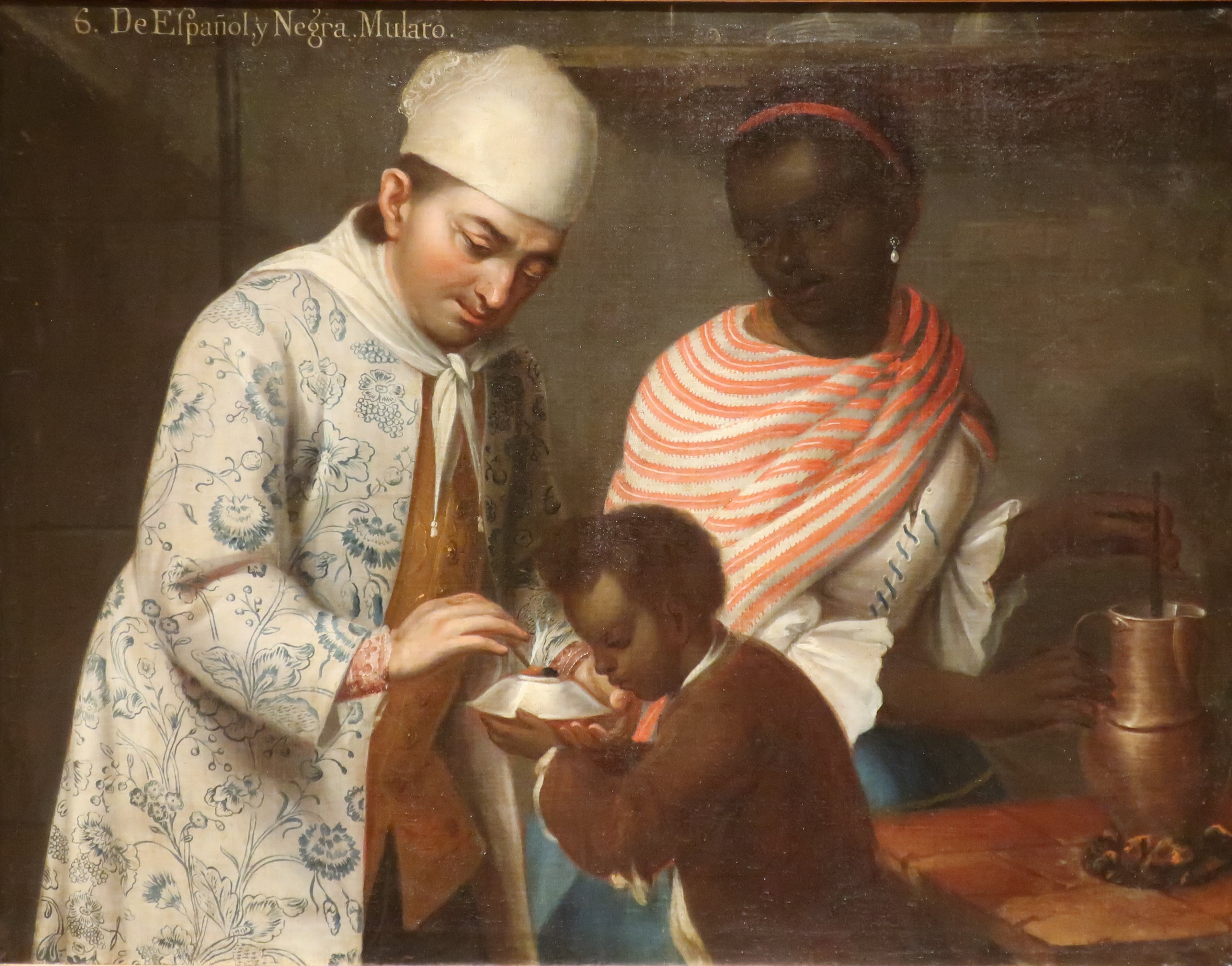
Змішана сім'я: білий, африканка і дитина-мулат. Художник Хосе де Альсібар.

Перші африканці були завезені в Мексику незабаром після появи конкістадорів, в основному шляхом работоргівлі. Деякі священики, в тому числі Бартоломе де лас Касас, спочатку сприяли ввезенню чорних рабів, щоб знизити жорстоке поводження з індіанцями, але, коли Лас Касас побачив жорстоке поводження з африканськими рабами, він відмовився від підтримки ввезення африканців. Більшість рабів прибули з території сучасних держав Гани, Кот-д'Івуару, Сенегалу, Гамбії, Нігерії, Конго і Анголи.
На відміну від змішання корінних американців і білих, яке підримували як духовенство, так і іспанська корона, африканці були відокремлені від решти населення в максимально можливій мірі, і протягом колоніального періоду змішання було відносно невеликим. Нащадки негрів і індіанців називалися самбо, а нащадки метисів і африканців — афрометісамі. Побоюючись повстань, колоніальні влади застосовували демографічну політику, яка не допускає проживання занадто великої кількості чорношкірих в одному районі. Проте, часто відбувалися повстання, з яких повстання Гаспара Янга близько 1600 р було одним з найвідоміших і найбільш успішних. Рабів-утікачів називали марони, а їх поселення — паленке. Іноді корінні американці і чорношкірі піднімали повстання разом, але в цілому, частково через жорсткий поділ, який підтримувала колоніальна влада, чорношкірі та корінні американці не ладили між собою.

### Незалежність
З XVIII століття работоргівля, а разом з нею і відсоток афромексиканців в населенні Мексики, стали скорочуватися. Імпорт рабів в Мексику ніколи не перевищував, наприклад, такий, що існував у Карибському басейні, Сполучених Штатах або Бразилії, а до моменту початку війни за незалежність в 1810 році рабами залишалося не більше 0,3 % населення. Сподіваючись на расову рівність, багато афро-мексиканців приєдналися до мексиканської війни за незалежність, оскільки лідери повстання проголошували расову рівність і скасування рабства. Деякі з видатних борців за незалежність мали частково африканське походження, в тому числі Хосе Марія Морелос і Вісенте Герреро.
Рабство було офіційно скасовано після проголошення республіки Конституцією Мексики 1824 року. Останні раби були звільнені в 1829 році за наказом Герреро, який став першим частково чорношкірим за походженням президентом країни. Оскільки рабство в Мексиці було заборонено, країна стала привабливим притулком для рабів зі Сполучених Штатів; багато афро-семінолів також втекли у Мексику. Заборона рабства було однією з основних причин початку Техаської війни за незалежність, а потім американо-мексиканської війни.
Афрометіс Хуан Альварес був другим чорношкірим президентом Мексики з 1855 по 1856 рік.

### Дискримінація

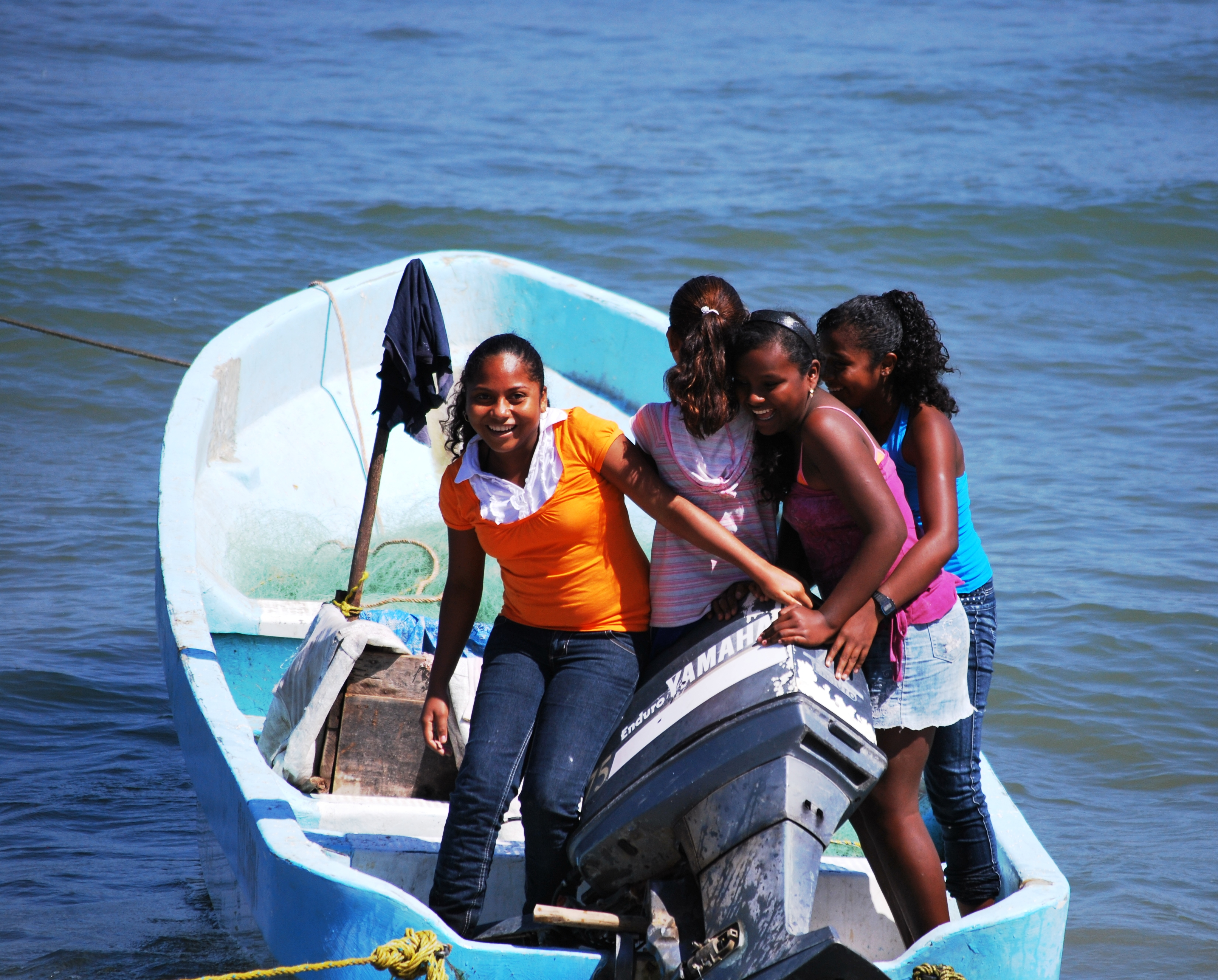
Група темношкірих дівчат (афрометисок) в Пунта-Мальдонадо, Куахінікуілапа, Герреро.

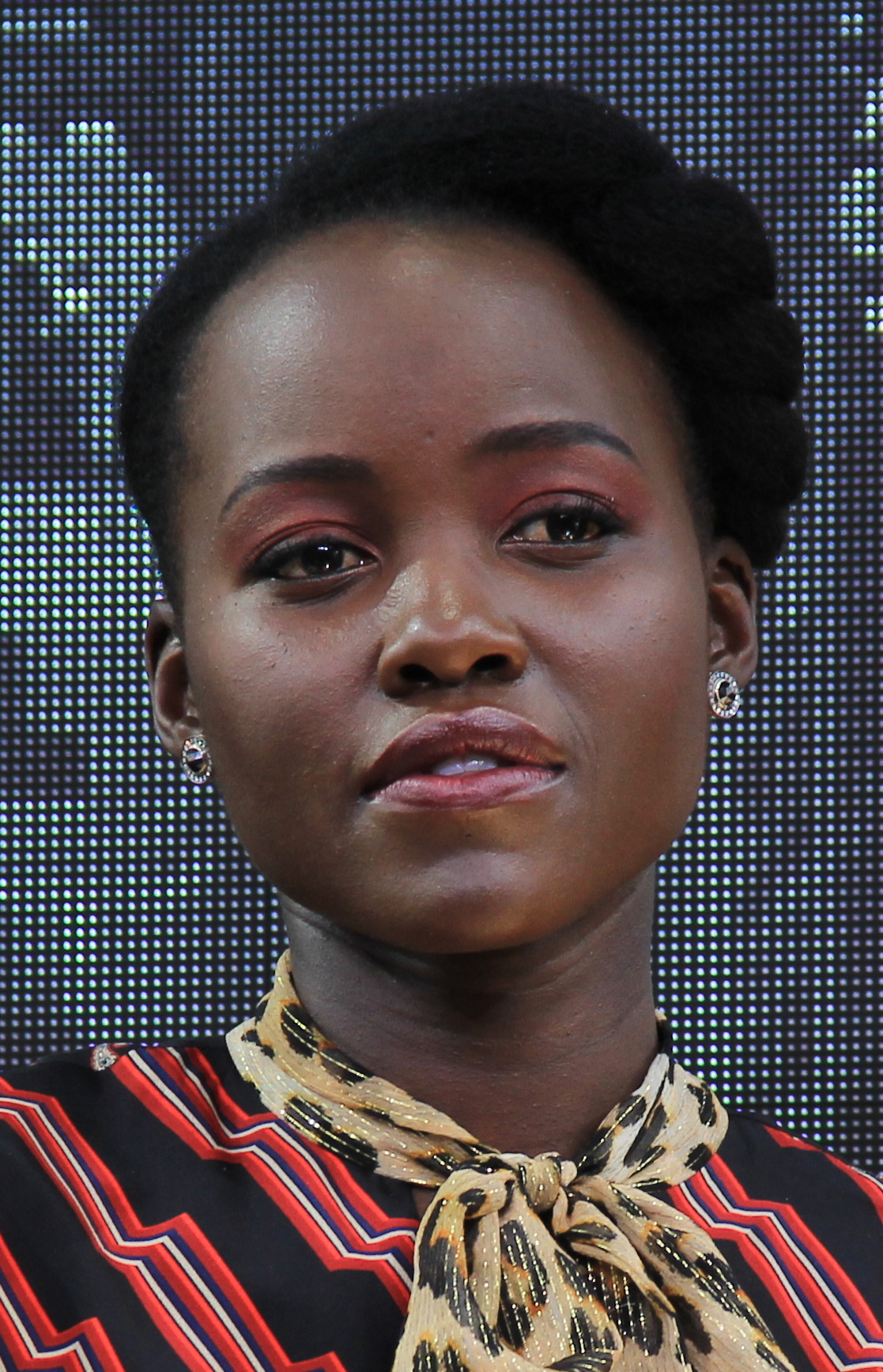
Люпіта Ніонго — мексиканська актриса родом з недавніх іммігрантів (з Кенії)

Хоча з 1821 року розрізнення за расою або походженням не підтримувалося офіціально, на практиці афро-мексиканці часто ставали жертвами расизму та дискримінації, які до цього часу повністю не викорінені. Проте, важливою відмінністю від дискримінації чорних в Сполучених Штатах було те, що розділові лінії між чорношкірими і іншими групами населення в Мексиці були набагато більш розмиті (наприклад, мексиканський перепис населення, на відміну від США, не відслідковує етнічну приналежність), а змішання було набагато більш поширеним, що також ускладнює відрізнення афромексиканців. Таким чином, замість явної сегрегації чорних і білих, як до недавнього часу в США, існує «поступова дискримінація»; чим темніша людина, тим більша ймовірність, що вона стане жертвою дискримінації. Таке упереджене ставлення стосується не лише афромексиканців; темні індіанці також частіше стають жертвами дискримінації, ніж світліші індіанці. Хоча в деяких частинах країни афромексиканців більше, ніж в інших, вони ніколи не живуть окремо від решти населення; зокрема, «чорні квартали» відсутні як такі. На державному рівні з моменту здобуття незалежності сегрегація також ніколи не підтримувалася.
На практиці, безправ'я афро-мексиканців полягає в основному в запереченні африканського впливу, як етнічного, так і культурного. Багато мексиканців думають, що в Мексиці просто немає африканців, і тому припускають, що афро-мексиканці насправді є недавніми іммігрантами з Центральної Америки, де відсоток населення африканського походження набагато вищий. Відомо кілька випадків, коли поліція заарештовувала афромексиканців і змушувала їх співати гімн Мексики, щоб довести, що вони не є нелегальними іммігрантами. Афромексиканці і самі часто заперечують своє походження і вважають за краще називати себе метисами.
В останні роки інтерес до афромексиканців зріс. Наприклад, антрополог Гонсало Агірре Бельтран називає африканську культуру «третім коренем» Мексики, поряд з європейцями (креолами) і корінними американцями.

## Демографія

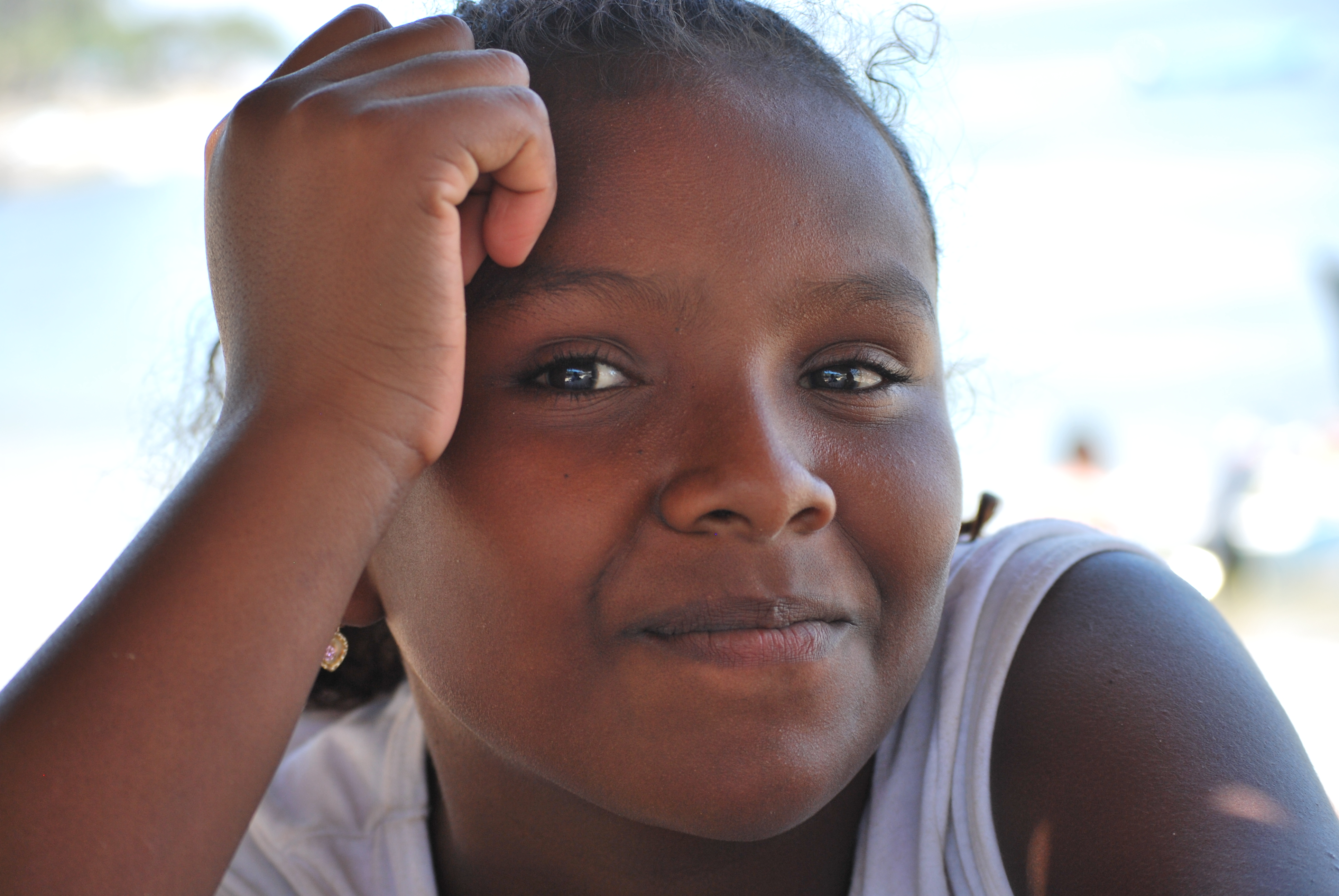
Дівчина з Пунта-Мальдонадо в штаті Герреро, 2012.

Оскільки офіційна статистика по расовому складу в Мексиці не ведеться, точні цифри чисельності афро-мексиканців не відомі. Більшість оцінок припускають близько мільйона або одного відсотка населення Мексики. За словами американського дослідника Чарльза Генрі Роуелла, сам по собі термін Боель не є коректним через масове змішування населення; навіть ті афромексиканці, які мають чорну шкіру, з великою ймовірністю мають домішка креольської або індіанської крові.
Більшість афромексиканців живуть на півдні Мексики, в основному в штатах Герреро, Оахака, Веракрус, Табаско і Кінтана-Роо. Багато афро-карибських іммігрантів також живуть в останньому штаті. На узбережжі Коста-Чика, на тихоокеанському узбережжі між Акапулько і Уатулко в Герреро і Оахака, проживає значна громада афрометисів.

## Відомі афромексиканці
- Ліліана Аллен, легкоатлет

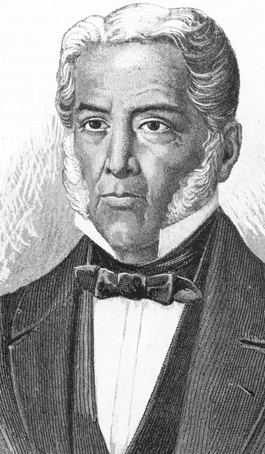
Хуан Н. Альварес

- Хуан Н. Альварес (частково), політик і військовий
- Рубен Амаро, бейсболіст
- Мелвін Браун, футболіст
- Елізабет Катлетт, скульптор
- Хосе Дамаску, футболіст
- Жан Дюверже, актор
- Вісенте Герреро (частково), політик і борець за незалежність
- Хоакін Хендрікс Діас, політик
- Едоардо Ізеллі, футболіст
- Джонні Лаборіель, співак
- Калімба Марічал, співак
- М'Балія Марічал, співачка
- Хосе Марія Морелос (частково), борець за незалежність
- Рене Муньос, сценарист
- Хосе Наполес, боксер
- Ель Негріто Поета, поет
- Хорхе Орта, бейсболіст
- Піо Піко (частково), політик
- Мемін Пінгіна, мультиплікаційний персонаж
- Вісенте Ріва Паласіо (частково), політик, історик, юрист, солдат і письменник
- Хуан де ла Роса, боксер
- Джовані дос Сантос, футболіст
- Джонатан дос Сантос, футболіст
- Марія дель Соль, співачка
- Тона Ла Негра, співачка
- Гаспар Янга, ватажок повстання
- Заморіта, актор